# 4317 Garibaldi
4317 Garibaldi è un asteroide della fascia principale del diametro medio di circa 49,5 km. Scoperto nel 1980 da Zdeňka Vávrová, presenta un'orbita caratterizzata da un semiasse maggiore pari a 3,9864879 UA e da un'eccentricità di 0,1599235, inclinata di 9,82397° rispetto all'eclittica.
L'asteroide è stato così nominato in onore di Giuseppe Garibaldi.